# Басхой (Гухоевское сельское поселение)
Басхой (чечен. Бассахь) — покинутый аул в Итум-Калинском районе Чеченской Республики.

## География
Расположен на правом берегу реки Мулкойэхк, у южного склона хребта Гумуртайкорт, к северо-западу от районного центра Итум-Кали.
Ближайшие населённые пункты и развалины бывших аулов: на северо-западе — бывшие аулы  Боуторхой и Энисты, на северо-востоке — село Борзой, на юго-востоке — сёла Гухой, Башен-Кале и бывшие аулы Саирой, на юго-западе — аул Хурикой.